# Martin Earley
Martin Earley (nascido em 15 de junho de 1962) é um ex-ciclista irlandês que competiu no ciclismo nos Jogos Olímpicos de Verão de 1984 e 1996, representando a Irlanda.